# Stazione di Girola
La stazione di Girola è stata una fermata ferroviaria posta lungo la ex linea ferroviaria a scartamento ridotto Porto San Giorgio-Fermo-Amandola chiusa il 27 agosto 1956, era a servizio della frazione Girola del comune di Fermo.

## Strutture e Impianti
La Fermata era posta in coincidenza ad un passaggio a livello presenziato dal casello n.7, il quale presentava la scritta in rilievo Girola per indicare la fermata.

## Stato Attuale
Il casello è ancora esistente oggi, ma la scritta in rilievo è andata gradualmente perduta negli anni.